# عدنان أوكطار
عدنان أوكطار؛ عدنان أوكتار (بالتركية: Adnan Oktar) والمعروف باسم هارون يحيى (بالتركية: Harun Yahya) هو زعيم طائفة تركي. ولد في أنقرة عام 1956 وعاش فيها حتى عام 1979 عندما انتقل لإسطنبول حيث التحق بكلية الفنون الجميلة في جامعة معمار سنان للفنون الجميلة. وخلال سنواته الجامعية، قام ببحوث مفصلة في الفلسفة المادية والإيديولوجية السائدة التي تحيط به، قام بإنشاء مؤسسة البحث العلمي في تركيا. تركز كتاباته على تفنيد وتكذيب نظريات التطور والارتقاء والنشوء وبيان تناقضها حسب رأيه. كما يركز في كتاباته أيضا على موضوعات الماسونية والصهيونية والإلحاد.
بتاريخ 2021، أصدرت محكمة إسطنبول حكما ضد عدنان أوكتار بالسجن 1075 عاما لاتهامه في عدة قضايا منها الاستعباد الجنسي والجنس الجماعي.

## مؤلفاته
له أكثر من مائة كتاب حول قيم وأخلاقيات القرآن وحول مواضيع إيمانية عديدة ومختلفة وترجمت إلى العديد من اللغات العالمية وأسمه القلمي هارون يحيى، ومن أشهر كتبه كتاب «أطلس الخلق» الذي يقع في 768 صفحة ويتحدث عن رفض نظرية النشوء والارتقاء لداروين، ومن أشهر مؤلفاته:
- أطلس الخلق.
- خديعة التطور
- نهاية الدارونية.
- معجزة الذرّة.
- الإعجاز في خلق النباتات.
- خلق الكون.
- المفاهيم الأساسية في القرآن.
- هل فكرت في الحقيقة.
- الكوارث التي جلبتها الداروينية للإنسانية.
- معجزة النمل.
- معجزة النحل.
- معجزة الجهاز المناعي.

استعمل عدنان أوكطار الاسم المستعار «جاويد يالجن» في بعض كتبه، ولكن القسم الأكبر منها نشره بالاسم المستعار هارون يحيى. وهذا الاسم المستعار «يتكون من اسمي نبيين في إشارة إلى ذكرى النبي هارون والنبي يحيى اللّذيْن حاربا أفكار الإلحاد».

## أطلس الخلق
يعتبر عدنان أوكطار كتابه: «أطلس الخلق» أفضل عمل له خلال حياته المهنية ككاتب. ويحاول عدنان في هذا الكتاب أن يثبت إن الأحافير تؤيد ما يسميه نظرية الخلق لأنها بحسب زعمه تتماثل تماماً مع الأنواع التي تعيش حالياً. وزع عدنان آلاف النسخ من كتابه مجاناً لمدارس وباحثين ومؤسسات وجامعات أوروبية وأمريكية وترجمه لعدة لغات. ففي آواخر شهر يناير من عام 2007، انتشر الكتاب في فرنسا على نطاق واسع وأحدث ضجة إعلامية كبيرة فأصدرت وزارة التعليم بياناً يقول: «طلبنا منهم ـ تقصد مديري المدارس ـ الاحتراس؛ لأن هذا الكتاب يتناول نظريات لا تتماشى مع ما يتعلمه الطلبة... تعليمنا يعتمد على نظرية النشوء والارتقاء. وهذه الكتب ليس لها مكان في مدارسنا».
يقول البروفسيور مايرز أستاذ علم البيولوجيا في جامعة مينوسوتا مورريس حول كتاب أطلس الخلق:
«النمط العام للكتاب تكراري ومتوقع. فالكتاب يقارن بين صورة أحفورة إلى جانب صورة حيوان حي ويعلن إنهما لم يتغيرا البتة، لهذا فنظرية التطور خطأ. ومن ثم يكرر ذلك مرة وأخرى حتى يصبح الأمر مملاً. ولكنه في العادة مخطئ لأن الأنواع تغيرت في الحقيقة والصور وإن كانت جميلة إلا أنها بمجملها مسروقة»  
استعمل عدنان صور من مواقع وجدها على شبكة الإنترنت في تأليف كتابه  مثل موقع كراهام اون الذي يتضمن نماذج مصنعة لحشرات كي تبدو حقيقة جداً وفي تعليق للبروفيسور ريتشارد دوكينز أستاذ الإيثولوجيا وعلم الحياة التطوري في جامعة أكسفورد ذكر فيه أن كتاب أطلس الخلق يتضمن تصنيفات خاطئة مثل عدم تمييز المؤلف بين ثعبان البحر sea snake والحنقليز eel 

## قضايا قانونية
- في عام 1991 تم إلقاء القبض على عدنان بتهمة حيازته لمادة الكوكائين واستجاب للتهمة بنظرية مؤامرة مفادها إن مخبرين سريين زرعوا الكوكائين في طعامه[11] وعلى موقعه الشخصي ربط عدنان بين هذه المؤامرة وبين كتاب كان يؤلفه في ذاك الوقت عن تاريخ الماسونية. وعلى موقعه الشخصي يذكر إن نتيجة الفحص الطبي أثبتت وجود نسبة عالية من المخدرات في دمه.[12]
- في عام 1999 تم إلقاء القبض على عدنان بعد عدة فضائح وتهم غطاها الإعلام التركي، وتم اتهامه باستخدام التهديد لتحقيق مصالح شخصية وإنشائه مؤسسة غير قانونية لأغراض إجرامية، وإحدى الشكاوى كانت من عارضة الأزياء التركية إبرو سيمسك (بالتركية: Ebru Simsek) التي تعرضت للابتزاز ومن ثم الافتراء بأنها بائعة هوى عبر رسائل فاكس أرسلت لمئات الصحف والقنوات التلفازية لأنها رفضت «ممارسة الجنس» مع عدنان أوكتار، ولقد استمرت المحاكمة عامين قام معظم المشتكين فيها خلال تلك الفترة بسحب شكواهم بعد تعرضهم للتهديد وتم إطلاق سراح عدنان في النهاية بينما حكم على اثنين من أعضاء منظمته بالسجن لمدة سنة [13]
- في عام 2008 وفي لائحة اتهامات المدعى العام والتي تم توثيقها من قبل صحيفة جمهوريت ذكرت اللائحة أن عدنان استخدم عضوات من منظمته لإغراء العلماء الشباب من العوائل الغنية مع وعد بالجنس مقابل حضور بعض المناسبات. وبحسب اللائحة فإن إحدى الضحايا فرض عليها أن تضاجع ستة عشر رجلاً. وتم تصوير المضاجعات وأعطيت الأشرطة لعدنان، وأي عضوة تفكر في ترك المنظمة كانت تهدد بنشر الأشرطة الفيديوية [14] وفي مايو 2008 حكمت المحكمة على عدنان أوكتار و17 عضوا من مؤسسته بالسجن لمدة ثلاث سنوات [15] حاليا يحاول اوكطار استئناف الحكم [16] تجدر الإشارة إلى أن سكرتيرة عدنان الشخصية لما سئلت عن فلسفتهم أجابت: «ممارسة الجنس يا عزيزي».
- في عام 2018 شنت قوات الأمن التركية حملة اعتقالات مستهدفة عدنان أوكتار ومائتان وأربعة وثلاثين شخص من أتباعه بعد توجيه العديد من الاتهامات.[17] من ضمنها: «تشكيل منظمة إجرامية، الاعتداء الجنسي على أطفال، الاغتصاب، خطف أطفال، التحرش الجنسي، الابتزاز، التجسس العسكري والسياسي، التحايل باستغلال المشاعر الدينية، غسيل الأموال، انتهاك الخصوصية، تزوير مستمسكات رسمية، مناهضة قانون مكافحة الإرهاب، الإكراه، استخدام العنف، الافتراء، الإهانة، منع المواطنين من تأدية الخدمة العسكرية، التجريم الكاذب، شهادة الزور، التعذيب، تسجيل بيانات شخصية بصورة غير قانونية، خرق قانون حماية المرأة والأسرة، انتهاك الحقوق الشخصية في الحق بالتصويت، السرقة، التهرب من الضرائب، التهريب».[18][19][20]
- في عام 2021 قضت محكمة تركية على عدنان أوكتار بالسجن لأكثر من ألف عام لارتكابه «جرائم جنسية»، وأفادت محطة «إن تي في» الخاصة أنه حُكم عليه بالسجن 1075 عامًا لإدانته بجرائم تشمل الاعتداء الجنسي والاستغلال الجنسي لقاصرات والاحتيال ومحاولة التجسس السياسي والعسكري.[6]

## برنامجه التلفزي
في 21 مارس 2011، بدأ عدنان أوكطار بث برنامج تلفزي على قناة A9 الفضائية حيث يتم نشر استجواباته ومحاضراته على الهواء. نال برنامجه اهتماما واسعا من وسائل الاعلام من حيث غرابته وخاصة التواجد المثير لعدد من أتباعه من النساء الذين يبدون في البرنامج وهنّ يرتدين مساحيق تجميل وافرة وتبدو عليهن علامات عمليات تجميل كثيرة ولباسا وصفته وسائل الاعلام بالفاضح والمثير جنسيا. يقوم عدنان اوكطار في هذا البرنامج التلفزي بالرقص مع هؤلاء النساء وكذا النقاش معهن حول مواضيع مثل الدين الإسلامي وصحة نظرية التطور.

## وصلات خارجية
- موقع هارون يحيى الرسمي
- قائمة بمؤلفات هارون يحيى
- فرنسا تحذر المدارس من كتاب هارون يحيى
- هارون يحيى.. نشر الفكر الإسلامي، برنامج زيارة خاصة، قناة الجزيرة، 29 سبتمبر 2007م